# Nkuri
Nkuri är ett periodiskt vattendrag i Burundi.   Det ligger i provinsen Cibitoke, i den nordvästra delen av landet, 40 km norr om huvudstaden Bujumbura.
Omgivningarna runt Nkuri är en mosaik av jordbruksmark och naturlig växtlighet. Runt Nkuri är det tätbefolkat, med 297 invånare per kvadratkilometer.